# 目視停靠導引系統
目视停靠導引系統是一种設置於停機坪的閘口上，探测以目視方式指示飛行員飛機應該停靠位置信息的装置。这种装置可方便機橋等地面設施在飛機旁運作。早期的目视停靠導引系統只能探测并显示简单的位置信息，如今利用激光灯设备则可将精确的距离反馈给驾驶员。

## 目視停靠導引系統

### 方位導引
AGNIS（Azimuth Guidance for Nose-In Stand，方位導引），是其中一種最常見的導引系統。這種系統由一組兩個的並排燈號組成，當飛機的鼻輪於地面滑行道的中線上，飛行員就會見到兩個綠燈；如果鼻輪位置有偏差的話，飛行員就要把飛機轉到綠燈的一邊。這系列只會告訴飛行員到底飛機鼻輪是否在中線上，不會告訴飛行員距離正確停止位置多少，所以一般都要配合鏡子來讓飛行員見到鼻輪的位置。正因為這系統操作非常簡單，所以成本不高。

### 視差式導引

左邊的是AGNIS 裝置，可以見到現在飛機的鼻輪在中線的右邊。 右邊的就是PAPA系統。（未按比例）

PAPA（Parallax Aircraft Parking Aid，視差式導引）通常會跟AGNIS一起設置來指示飛機的停止位置，这个装置的主要作用是提示驾驶员距离目标位置还有多远。這款裝置實際上沒有任何可動部分和電子設備，只有一個灰色的長方形盒子和中間一個白色的方塊。盒子的背面一般都是高亮度的光管，飛行員的位置越靠近PAPA，白色的方塊就越接近左边，所以一般來說因為较大的飛機停靠的位置較前，代表飛機型號的文字會寫在左方。可是PAPA的運作方式只是靠光學原理運作，如果飛機偏離了中線，或者是看PAPA的人不在正確的位置（比如說是駕駛艙左邊機長的坐位），就不可能得到正確的飛機停止位置。

一架 A340-300進入閘口時的图像。APIS顯示出飛機在中線的左邊，而飛機到停止線還有一段距離。

## 進階導引系統
進階導引系統都是引導飛機進入閘口或者機坪的電子裝置，能夠精確地測量飛機的位置。通常还会配有显示屏同时显示方向及距离，将这些信息反饋給飛行員又或者進一步指示飛行員到正確的停止位置。而進階導引系統在閘口的控制器都設有緊急停止按鈕，讓系統顯示STOP的信息來命令飛行員立即把飛機停下來。而進階導引系統一般采用激光或雷达作为测量系统。激光式的會把激光束射在機鼻上，系統會再計算激光回傳的時間以判定飛機的距離。因此，地面人員要先輸入機型，進階導引系統就會在飛機進入時顯示已設定的機型給飛行員，如果飛行員見到機型和自己飛機不相符，就要立刻停下並通知地面人員。

### 飛機位置及資訊顯示
由FMT公司銷售的APIS(Aircraft Positioning and Information System，飛機位置及資訊顯示）发展自20世纪70年代，如今的型号使用激光进行定位。 顯示部分的最上方顯示了飛機的機型，左方是方位導引，右邊是飛機距離顯示。當飛機到達停止位置時，就會顯示STOP（停止），如果飛機超過停止線後就會顯示T.FAR，代表TOO FAR（太远）。在某些拥有两行文字栏的APIS系统中，还可显示飞机航班号或距离，讓飛行員可以估算飛機在甚麼時候停止，飞机到位后还会显示“OK”字样。

### SAFEDOCK
| 飛機未進入機坪 | 於中線上 | 於中線的左邊 | 於中線的右邊 | 接近停止線 | 準備停下 | 把飛機停下來 | 超過了停止線 |
| -------------- | -------- | ------------ | ------------ | ---------- | -------- | ------------ | ------------ |
|                |          |              |              |            |          |              |              |

Safedock（安全停靠）由Safegate公司銷售，以激光探測飛機的位置，讓飛機的停止位置準確至10cm 。Safedock系統在顯示屏的兩側有紅色的三角提示飛行員應該把飛機駛往的方向，而中心的箭頭就同時有飛機的方位顯示和距離顯示。由於Safedock系統方便操作，而且使用上較為容易，所以在不少主要機場都會見到Safegate的引導系統。Safegate顯示界面兩旁的燈號用作表示飛機和停止線的距離，而中間的綠線會左右移動，顯示飛機於中線上或者是偏離的幅度。

Safedock S 型號的顯示。顯示介面顯示出一架 B757 在中線的左邊，而中間箭嘴會隨時飛機駛前而前移。

### VDOCKS
VDOCKS（Video Docking System，视频导引系统）是一种由西门子公司开发的目视停靠导引系统，这种系统最大的特点在于它是使用两台摄像机拍摄飞机图像，再通过计算机计算两台摄像机之间的视差得出飞机的位置信息。其显示系统也会同时显示出飞机的方位及距离信息。

## 外部連結
- GB Airports Flight Simulator addon, Gate guide
- CAP637 Visual Aids Handbook; Issue 2; UK Civil Aviation Authority; 2007 （页面存档备份，存于）
- （页面存档备份，存于）